# دوغ يونغ
دوغ يونغ هو محامي وسياسي كندي، ولد في 20 سبتمبر 1940 في كندا. حزبياً، نشط في الحزب الليبرالي الكندي. وقد انتخب عضو الجمعية التشريعية لنيو برونزويك ‏ وانتخب عضو مجلس العموم الكندي.